# Soteriscus gaditanus
Soteriscus gaditanus är en kräftdjursart som beskrevs av Albert Vandel1956. Soteriscus gaditanus ingår i släktet Soteriscus och familjen Porcellionidae. Inga underarter finns listade i Catalogue of Life.